# Réthy Béla (sportriporter)
Réthy Béla Andreas (Bécs, 1956. december 14. –) magyar származású német sportriporter, a ZDF német televíziócsatorna munkatársa.

## Élete
Szülei az 1956-os forradalom leverése után menekültek el Magyarországról. Bécsben született, ezután a család tovább utazott, s Brazíliában (São Paulo) telepedtek le. 1968-ban tértek vissza Európába, az NSZK-ba költöztek.
Réthy Wiesbadenben érettségizett, majd a Mainzi Egyetemen tanult újságírást, tömegkommunikációt, szociológiát és etnológiát. Tanulmányai mellett a ZDF sport-archívumában dolgozott, majd a szerkesztőség külső munkatársa lett.
Németül, magyarul, portugálul, angolul, franciául és spanyolul beszél.

## Pályafutása a ZDF-nél
1987 óta van állásban a ZDF-nél mint szerkesztő. Először a motorsportok területéről tudósított. 1991 óta labdarúgást közvetít, kezdetben Rolf Kramer és Marcel Reif asszisztenseként.
Első önálló élő közvetítésére 1991-ben került sor. 1996 óta ő tolmácsolja a csatorna német közönsége számára a legfontosabb német vonatkozású nemzetközi labdarúgó-eseményeket, Európa- és világbajnokságok döntőit.
A 2014-es labdarúgó-világbajnokságról többek között a német-brazil elődöntőt közvetítette.
Réthy a mozgalom „nagyköveteként” aktívan támogatja a Respekt! nemzetközi rasszizmus-ellenes kezdeményezést.
Réthy a 2022-es labdarúgó-világbajnokság alatt vonult vissza. Az utolsó mérkőzés a Franciaország-Marokkó vb-elődöntő volt, amelyet a 66. születésnapján a ZDF-nek kommentált.

## Elismerései
- 2006: A német sportújságírás Herbert-Award díja a „Legjobb TV-kommentátor” kategóriában
- 2008: Herbert-Award a „Legszenvedélyesebb közvetítés” kategóriájában (közönségdíj)
- 2008: Herbert-Award a „Legjobb sportkommentátor” kategóriában

## Fordítás
- Ez a szócikk részben vagy egészben a Béla Réthy című német Wikipédia-szócikk ezen változatának fordításán alapul.  Az eredeti cikk szerkesztőit annak laptörténete sorolja fel. Ez a jelzés csupán a megfogalmazás eredetét és a szerzői jogokat jelzi, nem szolgál a cikkben szereplő információk forrásmegjelöléseként.